# Giro di Toscana 1979
Il Giro di Toscana 1979, cinquantatreesima edizione della corsa, si svolse il 5 maggio su un percorso di 215 km, con partenza a Firenze e arrivo a Grosseto. Fu vinto dall'italiano Mario Noris della Sapa Assicurazioni-Frontini davanti ai suoi connazionali Giuseppe Fatato e Renato Laghi.

## Ordine d'arrivo (Top 10)
| Pos. | Corridore          | Squadra                     | Tempo    |
| ---- | ------------------ | --------------------------- | -------- |
| 1    | Mario Noris        | Sapa Assicurazioni-Frontini | 5h36'00" |
| 2    | Giuseppe Fatato    | San Giacomo-Mobilificio     |          |
| 3    | Renato Laghi       | CBM Fast-Gaggia             |          |
| 4    | Walter Dusi        | Sapa Assicurazioni-Frontini |          |
| 5    | Giovanni Mantovani | Inoxpran                    |          |
| 6    | Dino Porrini       | Mecap-Hoonved               |          |
| 7    | Roberto Ceruti     | Magniflex-Famcucine         |          |
| 8    | Osvaldo Bettoni    | Scic-Bottecchia             |          |
| 9    | Bruno Zanoni       | CBM Fast-Gaggia             |          |
| 10   | Franco Conti       | San Giacomo                 |          |